# 阿梅莉亚·埃尔哈特
阿梅莉亚·瑪麗·埃爾哈特（英語：Amelia Mary Earhart，1897年7月24日—1937年7月2日（失蹤））是一名美國航空先驅、飛行員和女权运动家。她是歷史上第一位獨自飛越大西洋的航空界女性，並創造了許多其他航空紀錄。埃爾哈特也是商业航空的推動者之一，並撰寫了關於他的飛行經歷的暢銷書，對於以女性飛行員聚集的「九十九組織」形成發揮了重要作用。
埃爾哈特出生於堪薩斯州艾奇遜，並在愛荷華州德梅因長大。年輕時，她便就冒險產生興趣，並從二十多歲開始逐步累積飛行經驗。1928年，埃爾哈特成為第一位乘坐飛機橫渡大西洋的女性乘客（與飛行員威爾默·斯圖爾茨同行），並因此獲得了名人地位。 1932年，埃爾哈特駕駛洛克希德·維加5B飛機完成了一次不間斷的單人跨大西洋飛行，成為第一位實現這一壯舉的女性。她因這項成就而獲得了美國飞行优异十字勋章。 1935年，艾爾哈特成為普渡大學的客座教授，擔任航空工程顧問和女學生的職業顧問。 她也是全國婦女黨的成員和平等权利修正案的早期支持者。埃爾哈特被稱為1920年代末至1930年代航空界最鼓舞人心的美國人物之一，並經常與先驅飛行員查爾斯·林德伯格的早期航空生涯以及第一夫人埃莉诺·罗斯福等人物相提並論。
1937年，埃爾哈特和航海家佛萊得·努南試圖駕駛普渡大學資助的洛克希德10-E型伊萊克特拉成為第一位完成環球航行的女性，但最終卻在太平洋中部的豪蘭島附近失蹤。兩人最後一次出現是在1937年7月2日在新幾內亞萊城，當時是豪蘭島之前的最後一個陸站，也是他們飛行的最後一站。人們普遍認為他和努南在環球航行期間死在太平洋的某個區域，在失蹤近一年六個月後，埃爾哈特和努南被正式宣布死亡。2024年，疑似是埃尔哈特所驾驶的洛克希德电星式飞机残骸被发现于豪兰岛附近大致160公里处约4900m深的海底。但这一发现仍尚待进一步确认。
埃爾哈特於1968年入選國家航空名人堂，並於1973年入選国家女性名人堂。現在，美國各地有幾處以她的名字命名的紀念館等設施。

## 早年生活

### 童年

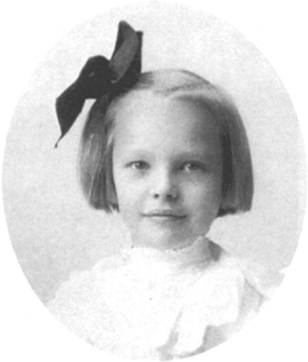
童年的阿梅莉亚·埃爾哈特

阿梅莉亚·玛丽·埃尔哈特的父母是塞缪尔·「埃德温」·斯坦顿·埃尔哈特（1868年—1930年） 和阿梅莉亚·「艾米」·歐提斯·埃尔哈特（1869年—1962年），她出生于美国堪萨斯州艾奇逊。她出生在她外祖父阿尔弗雷德·欧蒂斯的家里。她的外祖父是前美国联邦法官、艾奇森储蓄银行的主席和艾奇森的名人。她的外祖父起初并不赞成她父母的婚姻，也不满意她父亲作为律师的发展情况。
按照她家庭的习俗她的名字是源自她的两位祖母。从小开始阿梅莉亚就是领头人，而比她小两岁的妹妹格蕾斯（1899年—1998年）则是追随者。她们两人一直到成年还使用她们儿童时的小名。她们童年的教育很不寻常，因为她们的母亲不想将她的孩子培养为“可爱的小姑娘”。她们的外祖母则对孩子们穿“灯笼裤”感到非常不高兴，虽然阿梅莉亚很享受这个自由，但是她同时也明白他们邻居的女孩们没有这个自由。

### 早年生活
从小开始埃尔哈特家的女孩子就喜欢探险，她们探索她们的周围，寻找有趣和有刺激性的事物。两人常常一起计算出去玩的时间，爬树、用枪打老鼠、滑坡。她们外出搜集后回到家里养“虫、蛾子、纺织娘和一只树蛙”。一些传记作家甚至将年轻的阿梅莉亚描写为一个男孩化的女孩子。1904年，在一位叔叔的帮助下她制造了一个滑道，这个滑道类似她在圣路易斯旅行时看到的雲霄飛車的轨道，并将这个滑道固定在家里一个工具棚的顶上。阿梅莉亚首次有记录的飞行的结果非常戏剧性。她从当作滑车的木箱子裡爬出来时，雖然嘴唇被撞破，衣服被撕裂，但却极度兴奋。她对她妹妹说：“噢，皮吉（她妹妹的小名），这就像飞！”
尽管工作中有一些失误，1907年阿梅莉亚的父亲获得了罗克岛铁路公司任配理主任职，他们迁往艾奥瓦州得梅因市。次年阿梅莉亚在得梅因举办的爱荷华州博览会上第一次看到了一架飞机。他父亲想培养她和她妹妹对飞机的兴趣，因此带她们去参加飞行。但是阿梅莉亚看了那架飞机一眼就说她想回去坐旋转木马。她后来说“那个由绣铁丝和木头组成的东西毫无乐趣”。

### 教育
阿梅莉亚的父母迁往得梅因后阿梅莉亚和她的妹妹依然留在艾奇森她们的外祖父母家里。在她12岁之前她和妹妹一直在家里接受她们的母亲和一位家庭教师的教育。她后来回忆说她“极其喜欢阅读”，在家里的大图书馆里度过了无数的光阴。1909年她们也迁往得梅因，姐妹俩第一次进入公立学校学习，阿梅莉亚进入八年級。

### 少女
埃尔哈特的经济状况有所好转，他们买了一幢新房子，雇了两个佣人，但是埃德温酗酒的恶习很快显露出来。1914年他被迫辞职。虽然他试图通过治疗来摆脱酗酒，但是罗克岛铁路公司没有再雇用他。约此时阿梅莉亚的外祖母逝世了，因为她怕埃德温酗酒会耗尽她的遗产，因此将她的遗产只留给了她女儿管理。欧蒂斯家的房子和里面的东西全部被拍卖，阿梅莉亚非常心痛，后来她说这是她童年的结束。
1915年，在求职良久后阿梅莉亚的父亲终于在明尼苏达州圣保罗的大北方铁路公司获得了一个职位，同时阿梅莉亚进入高中。埃德温请求调到密蘇里州斯普林菲尔德，但是他当时在职的办公室则以为他辞职了，因此将他开除，使得他两无所归。由于当时家庭的状况非常动荡不安，因此阿梅莉亚的母亲带着两个女儿去芝加哥寄住在朋友家里。阿梅莉亚进入海德公园高中，但是在那里的那个学期过得非常不愉快。学校的年报裡写道：“—孤独行动的棕衣女孩。”
1916年阿梅莉亚从海德公园学校毕业。虽然至此为止她的经历并不顺利，但是她依然憧憬未来。她的一本笔记裡收集了关于当时男性对成功女士所进行报纸报道，包括电影导演和制片、法律、广告、管理和机械工程等方面。她进入了宾夕法尼亚州的一所高校，但是没有在那里完成学业。
1917年圣诞节假期裡她在加拿大安大略省多伦多拜访了她妹妹。当时第一次世界大战正在进行，阿梅莉亚看到了回来的受伤士兵。通过红十字会她获得了关于助理护士的培训，后开始在多伦多军医院里做自愿协助。她的工作包括在食堂裡为需要专门食物的病人做饭，在病房中发药。直到1918年11月第一次世界大战停戰協定签署后她一直在该医院里工作。

### 1918年流行性感冒
当1918年流行性感冒传染到多伦多的时候，埃尔哈特在一家军事医院担任艰辛的护士工作，包括上夜班。 她自己也感染了流感，并伴有肺炎和上颌窦炎并发症。 1918年11月初，她由于流行性感冒入院治疗，12月出院，大约病了一个月。

### 早期飞行经验
在那个时期，她和一个女性朋友一起参加了在多伦多举行的展览，展览的高潮之一是由第一次世界大战飞行王牌进行的飞行表演。她和她的朋友站在一片空地上观看表演。表演中的一个飞行员看到了他们，就向她们俯冲下来。“我相信他当时对自己说：‘看我来吓她们’，”她说。阿梅莉亚当然毫不动摇，心里既害怕又兴奋。“当时我还没明白，”她说。“但我相信当那架小红飞机擦过时它对我说了什么。”
同年她患严重鼻腔炎，当时还没有抗菌素，因此阿梅莉亚进行手术治疗，但是这个治疗不成功，此后阿梅莉亚常常患严重头痛。她的恢复持续了一年的时间，在这段时间里她住在马萨诸塞州北安普敦她妹妹的家里。她读诗、学弹班卓琴和学习机械。1919年她本来打算进入史密斯女子学院，但是改变了主意进入哥伦比亚大学学习医学。一年一度后她弃学，到加利福尼亚州与父母团聚。

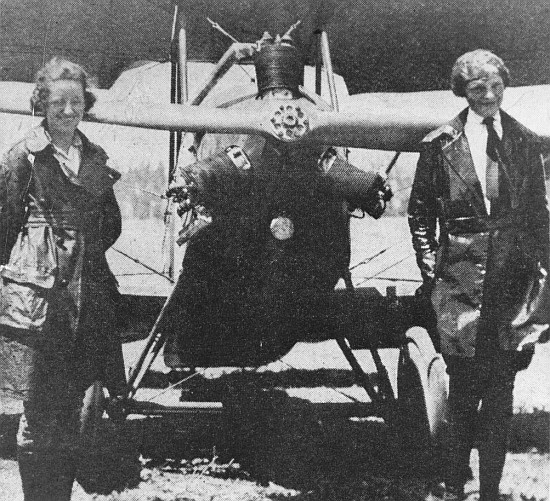
娜塔·思努克(左) 與阿梅莉亚·埃爾哈特 (右) 在埃爾哈特的Kinner雙翼機前面, 約1921年

1920年12月28日阿梅莉亚与她父亲在加州长滩参观了一个机场，在那里的飞行经验改变了她的一生。“当我两三百英尺高的时候，”她说。“我知道我必须飞行。” 在这次十分钟的飞行后她决定学飞行。她开卡车、在当地的电话公司工作来赚取培训费用所需的1000美元。1921年1月3日她开始学飞行。要去机场她必须乘公共汽车到终点站，然后走四英里路。她的教师是娜塔·思努克，一位女飞行员先驱。她使用一架多余的詹尼运输机教学。阿梅莉亚与她父亲来到机场，问：“我想学飞行。你能教我吗？”
六个月后阿梅莉亚买了一架浅黄色的、二手双翼机，她将这架飞机昵称为“金丝雀”。1922年10月22日她驾驶这架飞机升到14,000英尺，创下女子飞行员驾驶飞机的高度纪录。1923年5月15日她成为第16位从国际航空联合会获得飞行执照的女飞行员。

## 飞行生涯和婚姻

### 波士顿
根据波士顿环球邮报称她是“美国最好的女飞行员之一”，但是这个称呼在飞行专家和有经验的飞行员中始终有争议。她至少是一位聪明和能干的飞行员，但并非一名优秀的飞行员。她初始的飞行被有经验的飞行员判断为“不适合”。在她试图创造一项纪录时她犯了一系列计算错误，使得她在云层内盘旋下降，在3000英尺高度才摆脱了云层。有经验的飞行员告诫她说：“假设云层与地面连接呢？” 埃尔哈特对自己的表现很不满，她知道自己的知识不足，因此在她生前不断地向其他飞行员求教。她的技巧和熟练度不断提高。1927年“她积累了近500小时的单独飞行，没有任何严重的故失——一个可观的成果”。
在这段时间里由她母亲管理的外祖母的遗产不断减少，最后由于她母亲在一个失败的石膏矿投资，终将这笔遗产完全耗尽。与此同时她本人的鼻腔痛问题加剧，因此1924年初她再次入院进行鼻腔手术，但是依然无效。由于她当时无法收回她对于飞行的投资，因此她出卖了“金丝雀”以及另一架飞机，买了一辆黄色的跑车。她将这辆跑车命名为“黄魔鬼”。试图创办一系列公司后，包括一个摄影公司，与此同时，她决定走向一个新方向。1924年她父母离婚，她开“黄魔鬼”带她母亲从加州出发漫游西部，一直开到艾伯塔卡尔加里。最后她们来到马萨诸塞州波士顿，在这里阿梅莉亚又做了一次鼻腔手术，这次比较成功。康复后她回到哥伦比亚大学，但是数月后她不得不放弃学业以及进入麻省理工学院深造的计划，因为她母亲无法维持她的学业。此后不久她找到了一份教师的工作，1925年她从事社會工作，住在梅德福。
埃尔哈特依然对飞行感兴趣，她加入了美国航空协会波士顿分会，后来被选为其副主席。她还向当地的一个机场投资了一小笔钱，以及作为飞机公司在波士顿的推销员。她在当地报纸上写评论推广飞行，使得她的知名度不断增长，她还计划建立一个女子飞行员组织。

### 1928年跨大西洋飞行
1927年查爾斯·林德伯格独自飞越大西洋后，美国社交名花艾米·菲普斯·盖斯特（Amy Phipps Guest，1873年—1959年）表示要成为第一名飞越大西洋的妇女。当她发现这个行动对她来说太危险后，她提出假如有人找到“另一个有良好声名的姑娘”的话她将资助这个行动。1928年4月下午埃尔哈特工作时出版商希尔顿·莱利（Hilton H. Railey）打电话问她“你是否愿意飞越大西洋？”
專案協調（包括出版商乔治·普特南）采访了阿梅莉亚，问她是否愿意伴随飞行员维尔莫·斯杜尔茨（Wilmer Stultz）和副飞行员兼机械师路易斯·戈登（Louis Gordon）飞行，作为旅客，但是拥有作飞行记录的任务。1928年6月17日他们乘坐一架飞离纽芬兰，在英国威尔士拉内利附近降落，共飞行约21小时。由于大多数时间是仪器飞行而阿梅莉亚没有这样飞行的训练，她没有驾驶飞机。着陆后她受采访时说：“斯杜尔茨飞行了全程，他必须。我只是行李，就像一袋马铃薯。”她又说：“……也许有一天我会尝试。”
在英国时埃尔哈特飞行了一架玛丽·哈斯女爵拥有的，她买下了这架飞机并将它运回美国。
斯杜尔茨、戈登和埃尔哈特回到美国后，在纽约获得盛大的欢迎，然后在白宫获得美国总统卡尔文·柯立芝的接见。

### 名人

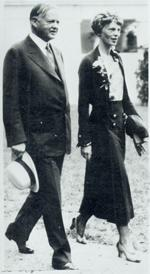
1932年1月2日埃尔哈特与赫伯特·胡佛總統在白宫

由于埃尔哈特在外貌上像林德伯格，而媒介称林德伯格为“幸运的林迪”，因此有些报纸和杂志开始称埃尔哈特为“林迪夫人”。合众国际社甚至称埃尔哈特为“空中女王”。埃尔哈特回到美国后就立即进行了一次非常辛苦的巡回演讲（1928年—1929年）。同时普特南则进行大量宣传，包括出版了一本她写的书，组织了一系列新的巡回演讲，并在大众市场上大量推广印有她的肖像的货物，包括行李箱、香烟（这导致了她的形象受到一些挫折）、女装和运动衣。埃尔哈特将她在香烟广告中获得的1500美元捐献给理查德·拜尔德的南极探险。
埃尔哈特不仅仅为产品打广告，而且她本人也参加推销，尤其是妇女时装。有一段时间里她自己缝纫自己的衣服，系列产品在都会区的50个商店里出售。她设计的衣服简单、自然，使用的是不起皱的、可洗的材料，上面绣有一个细长的、实用但是女性的。她推销的行李箱产品也显示出她独特的风格。她保证这些行李箱能满足空运的要求，迄今为止，这样的行李箱依然在生产。许多商品显示出了埃尔哈特“风格”，今天相应的现代产品仍旧出现在市场上。她的出版商的市场宣传很成功地建立起了公众心目中的埃尔哈特神话。

### 推廣飞行
埃尔哈特的广告收入使得她能够有钱进行飞行活动。她接受了《时尚》的助理编辑的职务并利用这个机会来推广公众对于飞行的接受，她尤其重视妇女进入这个领域。1929年埃尔哈特是通过发展旅客飞行服务最早促进商业飞行的飞行员之一。她与林德伯格一起代表跨洲航空运输公司，并投资时间和金钱来建立第一个纽约市和华盛顿哥伦比亚特区之间的首个地方班机服务。她是国民航空公司的副主席。这个航空公司飞行波士顿-缅因州地区和其他一些东北地区的航线。1940年该公司改名为美国东北航空公司。

### 比赛飞行
虽然埃尔哈特通过她的跨大西洋飞行而获得名誉，但是她决定建立一个她自己的“无可置疑”的纪录。她回到美国后不久，就在她的名声开始在公众中推广之际，她开始了自己的首次单独长途飞行。1928年8月她成为第一位飞越北美大陆和又飞回的妇女。1929年在第一次圣塔摩尼加至克利夫兰妇女飞行赛中她首次参加飞行比赛，获第三名。1930年她成为美国全国航空协会的成员，在那里她促进建立独自的妇女纪录，并在国际航空联合会中推动类似的国际标准。1931年她驾驶一架从公司借的自轉旋翼機创造了5613米的世界纪录。虽然对于今天的人来说埃尔哈特好像不断进行“惊险”飞行，但是她通过与其他女飞行员所进行的不懈努力，终使得美国公众接受飞行，相信飞行不再是冒险家和超人的运动。
在这段时间里埃尔哈特开始与给予女飞行员精神支持和促进妇女飞行的组织进行接触。1929年比赛后她组织了一次女飞行员的会议。因为当时正好有99名女飞行员参加，因此她建议将这个协会命名为99。1933年她成为该协会的首位主席。埃尔哈特强烈促进妇女飞行。1934年本迪克斯杯拒绝妇女参加时，她拒绝将女演员玛丽·毕克馥飞到克利夫兰去参加比赛开幕式 。

### 婚姻
有一段时间埃尔哈特与波士顿化学工程师赛缪尔·查普曼（Samuel Chapman）建立起了关系，但是两人在1928年11月23日分手。同时埃尔哈特和普特南协作时间非常多，使得两人之间产生了感情。普特南于1929年离婚，他不断追求埃尔哈特，多次向她求婚，终于获得埃尔哈特同意。埃尔哈特犹豫很久后两人于1931年2月7日在康涅狄格州普特南母亲的家里结婚。埃尔哈特称她的婚姻为“双面控制”的“伙伴关系”。在她结婚当天她递给普特南一封手书的信。她写道：“我希望你理解我不想将你束缚在任何中世纪的信任诺言裡，我自己也不觉得我被这样地束缚。”
埃尔哈特对婚姻的看法在当时是非常自由化的。她相信两个赚钱人之间的责任平等，因此她保持了她自己的名字，而不让人称自己为“普特南太太”。鉴于《纽约时报》依照其常规坚持称她为普特南太太，她对此大加嘲笑。而普特南也有过被人称为“埃尔哈特先生”的经验。两人没有度蜜月，因为埃尔哈特此后参加为时九天的在全美进行推广自轉旋翼機，以及为活动赞助者（一种口香糖）做广告的活动。埃尔哈特和普特南两人没有自己的孩子。但是普特南与他前妻桃乐絲·宾尼（Dorothy Binney，1888年—1982年）有两个儿子。桃乐絲·宾尼继承了她父亲的化学公司宾尼&史密斯，该公司发明了千色乐蜡笔。普特南的长子大卫（David Binney Putnam，1913年—1992年）是一位探险家和作家，他的次子是乔治（George Palmer Putnam，1921年—）。埃尔哈特尤其喜欢大卫，大卫经常到两人在纽约拉伊的家里做客。乔治在他父母离婚后不久患上小兒麻痺，无法经常去他们家里。
数年后埃尔哈特和普特南的家里发生大火，在大火被控制前他们家里的许多宝藏被摧毁，其中包括许多埃尔哈特的个人记录。大火后两人决定迁往西海岸。因此普特南将他持有的出版公司股份卖给了他的侄子，两人在北好莱坞定居，普特南成为派拉蒙電影公司的编辑委员会的会长，因此这样他离他的新工作也非常近。

### 1932年单独跨大西洋飞行

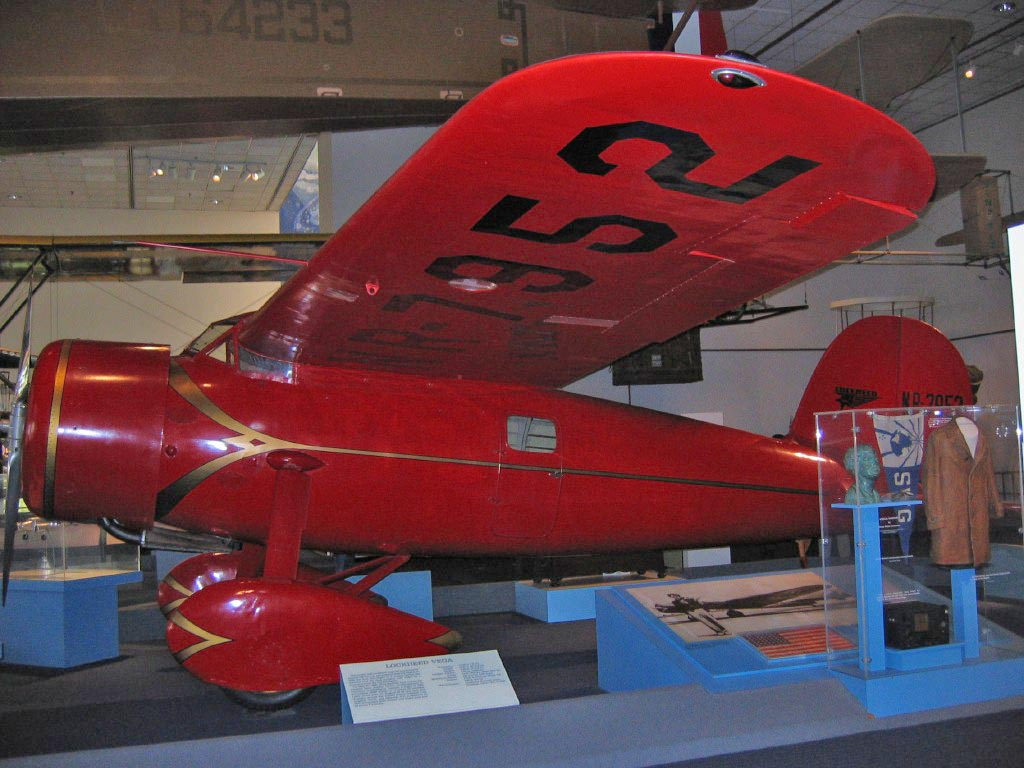
埃爾哈特飛越大西洋所使用的Lockheed Vega 5b，展示於史密森尼博物館國立航空太空博物館

1932年5月20日早上埃尔哈特从纽芬兰格雷斯港出发。她本来计划使用她的单引擎一直飞到巴黎，这是林德伯格单人飞行的双倍。但是由于强烈北风、冰冷的天气以及机械问题在她飞行了14小时45分钟后降落在北爱尔兰德里北部的牧场上。一个农场工人问她：“你飞很远吗？”她回答说：“从美洲。”今天这个地方是阿梅莉亚·埃尔哈特中心。
作为第一位单独飞越大西洋的妇女，埃尔哈特获得美国议会十字飞行荣誉勋章、法国政府榮譽軍團勳章和赫伯特·胡佛颁发的國家地理學會金质勋章。随着她的声誉的增长她与高层官方的许多人交了朋友，其中包括第一夫人埃莉诺·罗斯福。罗斯福与埃尔哈特有许多共同的兴趣和爱好，尤其是妇女问题。罗斯福与埃尔哈特一起飞行后她甚至去申请了学习飞行的允许，但是后来没有真的去学习飞行。两人在她们生前经常通信。当时的另一名非常有名的女飞行员是杰奎琳·考克伦，她被看作是埃尔哈特最强的竞争对手，但是两人在这段时间里，也同时是非常亲密的朋友。

### 其他单独飞行
1935年1月11日埃尔哈特成为第一名从檀香山飞到加州奥克兰的人。虽然此前有许多人试图这段飞行，但是埃尔哈特是第一位既没有出现任何机械问题，且飞行过程没有中断而完成这个任务的人。在最后数小时中她甚至放松收听“纽约都市歌剧院的直播广播”。
同年4月19日，她驾驶一架她熟悉的且昵称为“火马老贝西”（Lockheed Vega）的飞机，从洛杉矶飞往到墨西哥城。下一个纪录是5月8日从墨西哥城至纽约。这次飞行无任何困难，只有在纽瓦克，由于欢迎她的人数众多，而导致在降落时，她必须小心翼翼地从跑道上滑行到停机坪。
1935年埃尔哈特又参加长距离比赛，在本迪克斯杯上获第五名。对于她来说这是她能够达到的最好成绩了，因为她的仅能达到195英里/每小时的速度，而当时为比赛专门制造的赛机已经能够达到300英里每小时以上的速度了。这次比赛尤其困难。一位参赛飞行员由于在起飞时过于仓促坠机身亡，杰奎琳·考克伦则因为机械问题和大雾被迫退出。此外在比赛时还伴有剧烈的雷雨。
从1930年至1935年埃尔哈特使用不同的飞机创造了七项妇女飞行速度和距离的纪录。1935年她认识到她“亲爱的红织女星”在长距离、跨大洋飞行上的不足。她当时考虑一个新的“奖赏……我最向往的尝试是尽可能沿着地球的腰带做一次环球飞行。” 但是这需要一架新飞机。

## 1937年环球飞行

### 计划
1935年埃尔哈特加入普渡大學，她以客座教师的身份辅助指导妇女生涯，以及航空系的技术顾问。1936年7月她获得了普渡大学捐献的一架并开始计划环球飞行。她不是第一位环球飞行的人，但是她计划的路线是当时最长的，其路线约沿赤道，共47,000千米。虽然这架飞机被公布为一座“飞行实验室”，但是实际上没有计划什么有用的科学实验。这次飞行完全是按照埃尔哈特的环球飞行计划的，此外还有为她的下一本书收集原始资料以及引起公众注意。作为导航员埃尔哈特的首选是哈利·曼宁（Harry Manning），曼宁是1928年将埃尔哈特从欧洲带回美国的“罗斯福总统号”船的船长。
通过对洛杉矶飞行员社群中的接触埃尔哈特又选择了佛莱得·努南作为第二导航员。努南拥有很多航海和航空的经验（他拥有船长执照）。使用天文进行航空导航需要顾及许多其他的因素。努南此时刚刚离开泛美航空，在那里他建立了该公司大多数太平洋水上飞机的航线。努南也负责训练泛美航空旧金山至马尼拉航线的飞行员。最初计划是努南导航该飞行中最困难的部分：从夏威夷至豪蘭島，然后曼宁与埃尔哈特继续飞行到澳大利亚，最后埃尔哈特完成剩余部分。

### 第一次尝试
1937年3月17日他们从加州奥克兰飞往檀香山。除埃尔哈特和努南外，哈利·曼宁和好莱坞惊险飞行员保罗·曼特兹（埃尔哈特的技术顾问）也随机飞行。由于螺旋桨毂变速器的润滑和磨损问题，他们必须在夏威夷修理飞机。最后飞机到达珍珠港福特岛的海军机场。三天后埃尔哈特、努南和曼宁从珍珠港出发，但是在起飞时飞机在地面打转。打转的原因至今仍有争议。一些机场的目击者包括媒体记者说他们看到一个轮胎爆裂。埃尔哈特认为是右轮胎爆裂或者右着陆架断裂。也有人，包括曼特兹，认为这是飞行员错误导致的。
由于飞机受损严重，飞行计划也因此取消，飞机被船运回伯班克修理。

### 第二次尝试

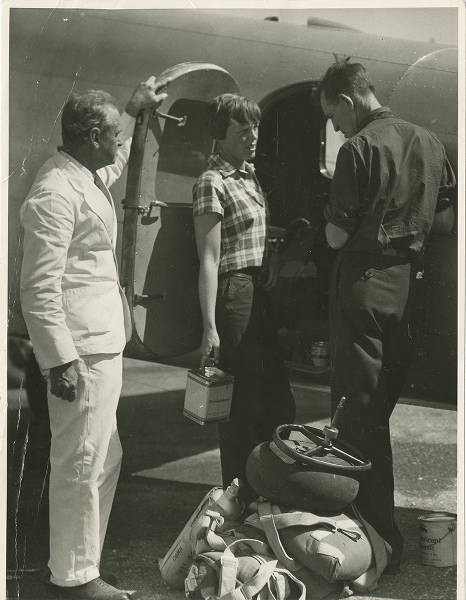
1937年6月28日埃尔哈特与努南在达尔文市

在飞机被修理的时候埃尔哈特和普特南获得了额外捐款，并准备再次尝试。由于在此期间在计划的路程上的风向变化以及气候条件关系这次从西向东的飞行。埃尔哈特首先未宣布就从奥克兰飞往迈阿密，然后在迈阿密宣布她将继续飞行环绕全球。这次努南是埃尔哈特的唯一随机飞行员。6月1日他们从迈阿密出发，经过在南美洲、非洲、印度次大陸和东南亚的多次停留于1937年6月29日到达新畿內亞莱城。至此为止他们共飞行了35,000千米，剩下的11,000千米全部是跨越太平洋。

### 从莱城出发
1937年7月2日（格林尼治標準時間子夜）埃尔哈特和努南满载从莱城出发。他们计划的目的地是4113千米外的豪蘭島。豪兰岛是一座长2000'米，宽500'米，高3'米的小岛。他们最后的已知位置在努库马努群岛附近，离目标约1300千米。美国海岸警卫队船只“伊塔斯卡”号当时驻扎在豪兰岛，本来计划在埃尔哈特的飞机到达附近后与他们通讯并将它们导航到豪兰岛。

### 飞往豪兰岛
由于一系列误解或者错误（其细节依然有争议），最后通过电波导航到豪兰岛没有成功。弗莱得·努南此前就写过关于电波导航确定方向不精确的问题。一些资料注意到埃尔哈特显然缺乏对于当时非常新的本迪定向环状天线技术的理解。另一个可能的误会原因是“伊塔斯卡”号与埃尔哈特的飞机在计划通讯时间时使用的时区有半小时的差异（埃尔哈特使用的是格林尼治民用时，而“伊塔斯卡”号使用的是海军失去目标系统）。莱城的电影纪录似乎显示安装在机身下面的天线在滑行或者在起飞时被撕落。莱城机场的跑道当时还是草坪，而埃尔哈特的飞机装满燃料，因此非常沉重。曼特兹的传记作者称由于长线天线每次在使用时要被收回飞机，非常麻烦，因此飞行员将它割断了。

### 无线电信号
在埃尔哈特和努南飞向豪兰岛時“伊塔斯卡”号获得强烈和清晰的埃尔哈特的语言信号，但是埃尔哈特显然无法听到“伊塔斯卡”号的语言信号。早上7:42埃尔哈特说：“我们应该在你们上空，但是无法看到你们——燃料過少。无法收到你们的訊號。我们的高度是1000英尺。”7:58她说她无法听到“伊塔斯卡”号，要求他们播送语音信号来使得她找到信号（“伊塔斯卡”号称当时的信号响到了顶点，也就是说埃尔哈特和努南就在当地）。由于“伊塔斯卡”号无法播送埃尔哈特指定的频率，因此它发送莫尔斯电码。埃尔哈特确定说她收到了信号，但是无法确定其方向。
8:43埃尔哈特最后一次广播“我们现在在157 337线上。我们将重复这个信息。我们将在6210千赫重复。等等...”但是稍候她又在同一频率（3105千赫）上发送（收录员注：“可疑”）：“我们在线上北向南飞。” 埃尔哈特的信息似乎是说她和努南以为他们已经到达了豪兰岛在地图上标志的位置，但实际上他们还有约10千米的差距。“伊塔斯克”号使用油炉放烟，但是显然飞行员没有看到。豪兰岛周围的众多孤云可能也导致辨識困难：它们在海面上造成的阴影与非常平坦的豪兰岛几乎无法区别。
此后是否还有收到埃尔哈特和努南的无线电信号有争议。假如此后有信号收到的话它们全部非常弱和无法分辨。埃尔哈特用来传送声音信号的频率是3105千赫，在美国被规定仅限用于航空。一般电报员认为这个频率不适于长距广播。埃尔哈特在莱城和豪兰岛之间中途时两个站均没有受到她计划在格林尼治民用时8:15发送的信号。此外埃尔哈特使用的50瓦发射机的发射天线是一架长度低于最优的V形天线。
豪兰岛最后收到的埃尔哈特的声音传播说明她与努南沿一个位置线飞行。努南可能计算并画在地图上，认为这条线飞过豪兰岛。在信号中斷后豪斯岛试图通过声音和莫尔斯电码来重建联系。在整个太平洋地区以及美国无线电员应该可以收到埃尔哈特降落后的信号。但是这个信号可能太弱或者无法分辨。
一些所谓的埃尔哈特失踪后的信号是骗局，但也有一些似乎是真的。泛美公司的电报站收到的信号似乎来自不同位置，包括加德纳岛。当时就已经肯定假如这些信号是埃尔哈特和努南发出的，那么他们的飞机是着陆了，而不是在水上降落，因为水会导致飞机的电路短路。在两人消失四五天后偶尔有收到信号的报告，但是所有这些信号均没有能够听懂的信号。科罗拉多号的船长说：“无疑地当时有许多发送站使用埃尔哈特飞机使用的频率播送声音和其他信号的呼叫。这些发送增加了报告的混乱并降低了可信度。”

### 寻找
埃尔哈特最后一次确定的纪录后约一小时“伊塔斯卡”号在豪兰岛北和西进行了一次不成功的發送訊息。这个寻找的位置是基于一开始架设的飞机发送位置选择的。美国海军很快加入了搜救行動。在三天中派遣了豪兰岛附近寻找地区所有可以使用的资源。伊塔斯卡号一开始的寻找包括沿157/337线直到豪兰岛北西北，随后伊塔斯卡号寻找了岛东北的相应区域，这个区域比西北方的还要大。基于当时关于收到埃尔哈特电讯的一些报道一些寻找被派到豪兰岛西北281度的海域，但是在那里没有找到任何陆地或者飞行员的迹象。四天后，7月6日科罗拉多号战列舰的船长被授命协调所有海军和海岸警卫队的寻找行动。
后来的寻找包括豪兰岛以南的菲尼克斯群岛。埃尔哈特失踪一周后科罗拉多号的水上飞机飞过包括加德纳岛的数个岛屿群。这些岛屿当时已经有40多年没有人居住了。关于加德纳岛的报告说：“显然岛上最近有人居住。但是反复徘徊和俯冲均没有引起可能的居住者的招手响应。最后确定当地没有人居住……岛的西端有以蒸汽船（约4000吨）……搁浅，船首几乎露出水面，尾部断成两块。加德纳岛的珊瑚礁足够深，也足够大，足以使得水上飞机向各方向起落。假如埃尔哈特小姐能够在珊瑚礁中降落的话她可以游到或趟水到岛上。” 此外他们还发现加德纳岛的形状和大小在地图上标志错误。其他海军寻找又集中在豪兰岛的北方、西方和西南方，这些寻找方向是根据埃尔哈特的飞机落水后浮在水面上或者飞行员处于急救小艇上的假设制定的。
官方寻找行动一直持续到1937年7月19日。海军和海岸警卫队的海上和空中寻找行动共耗资400万美元，是当时最昂贵和最严密的寻找行动。但是当时的寻找和营救技术还很原始，而且一些寻找行动是基于错误的假设和信息进行的。官方报告受到个人考虑媒体可能在报道中提到他们在寻找一名美国英雄的角色的影响。虽然美国海军和海岸警卫队没有前例的寻找行动他们没有找到埃尔哈特、努南和他们的飞机的任何物理迹象。
官方寻找结束后普特南立刻组织和支付了一次由太平洋附近岛屿和水域的地方政府进行的私人寻找，这次寻找集中于吉爾伯特群島。1937年7月末普特南租了两条小船，他本人留在美国，但是指挥那两条船在菲尼克斯群岛、圣诞岛、范宁岛、吉爾伯特群島和馬紹爾群島寻找，但是也没有找到飞机及其飞行员的迹象。

## 失踪理论
埃尔哈特和努南失踪后有许多理论，大多数学者和历史学家支持其中的两个可能性。

### 坠机和沉没理论
许多学者认为埃尔哈特和努南的飞机燃料耗尽坠海。导航员和航空工程师埃尔根·朗（Elgen Long）和他的妻子玛丽·朗花费了35年的时间仔细地研究被大多数人接受的失踪原因的坠机和沉没理论。美国海军上校劳伦斯·萨福德（Laurance Safford）是两次大战之间中太平洋战略定向网的负责人，他还参与了破译日本攻击珍珠港使用的PURPLE密码。他在1970年代裡开始仔细分析埃尔哈特的飞行，包括复杂的无线电纪录，他的结论是“计划不良，执行糟糕”。 当时负责豪兰岛机场管理的美国准将理查德·布莱克（Richard R. Black）当事人在伊塔斯克号的电报舱内，1982年他保证说“飞机约于1937年7月2日上午10点钟在豪兰岛不远处坠海。” 英国航空历史学家罗伊·内斯比特（Roy Nesbit）分析了当时的报告以及普特南的信件后得出结论说埃尔哈特的飞机在莱城没有装满燃料。威廉·玻尔赫茂斯（William L. Polhemous）是1967年安·佩莱格雷诺（Ann Pellegreno）沿埃尔哈特和努南的原航线飞行时的导航员。他研究了1937年7月2日的导航表后认为努南可能在试图“直飞”豪兰岛时计算有误。
但前美国潜艇舰长和深海打捞专家戴维·乔丹（David Jourdain）称所谓的从加德纳岛来的信号是错误的。他的打捞公司于2002年和2006年花费了450万美元进行深海声呐探索，对豪兰岛北和西1200平方海里进行仔细考察但是没有找到任何东西。这个考察地区是根据1937年7月2日埃尔哈特传播的方位确定的。但是朗的分析使得乔丹结论说：“根据我们所拥有的所有数据的分析，包括燃料分析、电讯和其他数据，我认为她在豪兰岛外坠海。” 埃尔哈特的继子乔治·普特南说他相信“飞机燃料殆尽。” 美国国家航空和航天博物馆的高级管理员托马斯·科罗奇说埃尔哈特和努南的飞机在“1.8万英尺的水下”，它可能还包含可以与泰坦尼克号的发现相比的文物。他补充说：“……这个谜是让我们感兴趣的原因之一。某种程度上，我们今天还怀疑她是因为她是我们最喜欢的失踪者。”

### 加德纳岛推测
埃尔哈特和努南失踪后美国海军、曼特兹和埃尔哈特的母亲（她后来说服普特南在加德纳岛寻找）全部表示他们相信飞机在豪兰岛以南约350海里的菲尼克斯群岛（今属基里巴斯）坠毁。
加德纳岛推测曾经被称为是埃尔哈特失踪“最肯定”的解释。国际历史性飞机援救组认为埃尔哈特和努南可能没有再进行无线电发射 继续沿埃尔哈特在她最后一次通讯时说的线飞行了两个半小时，到达无人居住的加德纳岛，在大货船废墟附近的浅珊瑚礁着陆，最后逝世。
国际历史性飞机援救组的研究发表了不少有记录的考古和轶事性的加德纳岛推测的迹象。比如1940年英国殖民官员（飞行员）吉拉尔德·加拉格（Gerald Gallagher）向他的上司使用无线电报告说他在岛上东南角一棵树下发现了一具“尸骨……可能是一名妇女”，以及一具老式六分仪盒子。他受命将遗骨送往斐濟。1941年英国殖民政府仔细地测量了遗骨，他们的结论是它们是一名瘦男子的。但是1998年法医人类学家对测量数据的分析却认为骨骼是一名“祖先来自北欧的高个白人女子”的。这些骨骼本身在很久以前就已经在斐济失落了。2018年，田纳西大学人类学教授理查德·扬兹（Richard Jantz）发表的研究论文则显示，这具遗骨极有可能就是埃尔哈特。扬兹根据埃尔哈特的照片推算出其骨骼数据，并利用现代鉴证学技术重新分析了早期数据。他还测量了20世纪中期逝世的2,700名美国人的数据，并与之相比对，得出结论认为埃尔哈特的骨骼数据与这具遗骨高度相似，“相似度超过99%的参考样本”。
国际历史性飞机援救组在尼库马罗罗岛（即原加德岛）上找到的东西包括一块铝板（可能是飞机上的）、一只女鞋、一个1930年代的鞋后跟（类似埃尔哈特起飞前照片上的）、一只男鞋后跟、高级的工具和一块透明塑料，透明塑料的厚度与弯度与埃尔哈特飞机上一面窗的相同。这些遗迹的来源不明，但是埃尔哈特尚存的继子乔治·普特南对国际历史性飞机援救组的研究非常热心。
2007年7月21日至8月2日一支由15名国际历史性飞机援救组成员组成的探险队赴尼库马罗罗岛寻找无疑的、可确定的飞机残骸以及DNA。这个组包括工程师、环境科学家、一名测绘师、考古学家、一名帆船设计师、一名医生和摄影师。据报道他们在受气候打击的岛上发现了其他来源不明的文物，包括一块可能飞机上的青铜块和可能是埃尔哈特飞行衣上的拉链。

### 神话、都市传奇和其他没有根据的理论
埃尔哈特的名声加上她失踪原因没有定论吸引了许多关于她最后一次飞行的传言。这些传言全部缺乏可证实的事实。有些阴谋论进入了广为人知的流行文化。

#### 罗斯福的间谍
1943年拍摄的罗莎琳德·拉塞尔和弗雷德·麦克默里主演的第二次世界大战电影《自由之战》添加了埃尔哈特受罗斯福政府之邀监视日本的说法。但是1949年合众国际社和美国陆军情报机关均结论说这些传说毫无根据。战后杰奎琳·考克伦在日本研究了大量文献后确信日本与埃尔哈特的消失无关。

#### 塞班岛说
1966年哥倫比亞廣播公司记者弗雷德·戈尔纳（Fred Goerner）发表了一本书称埃尔哈特和努南在塞班岛坠落。塞班岛属于北马里亚纳群岛，在日本占领该岛后他们被捕和被处决。
托马斯·迪万（Thomas E. Devine）写的《目击者：阿梅莉亚·埃尔哈特事件》中包括负责埃尔哈特处决的日本警察官员的女儿的一封信。
前美国海军陆战队士兵罗伯特·瓦拉克（Robert Wallack）称他和其他士兵在塞班岛上打开了一个保险柜，在里面发现埃尔哈特的钱包。前海军陆战队士兵埃尔金·纳伯斯（Earskin J. Nabers）称1944年他在塞班岛任无线电联络员，他解码了一个信息，其中一名海军军官说在塞班岛机场上找到了埃尔哈特的飞机，说他后来被明令看守该飞机以及目击了其摧毁。1990年国家广播公司系列《未解之谜》中有与一名塞班岛妇女的采访，该妇女称目击日本人处决埃尔哈特和努南。但是这些言论没有任何其他不相关的证实或支持。传说埃尔哈特被捕期间的照片不是被证实是假造的，就是她最后一次飞行前拍的照片。
第二次世界大战后塞班岛西南约8千米的天宁岛上有一个地方被传说为是两人的墓。2004年在该处的一个考古、科学的挖掘行動没有找到任何尸骨。

#### 东京玫瑰传说
据称乔治·普特南仔细调查过称阿梅莉亚·埃尔哈特是东京玫瑰数名妇女中之一的传闻。东京玫瑰是第二次世界大战中日本使用英语进行宣传的广播的女播音员的称呼。多部埃尔哈特传记均称普特南亲自调查了这个传闻，但是在听了众多东京玫瑰的录音后他没有辨认出任何熟悉的声音。

#### 更换身份說
2006年11月國家地理頻道在其《未解之谜》的第二集中称埃尔哈特幸存，迁居新澤西州，更名改姓，结婚后为伊莲·克莱格米尔·波拉姆（Irene Craigmile Bolam）。这个传说最早是1970年乔·克拉斯（Joe Klaas）在他的书《阿梅莉亚·埃尔哈特一生》中提出的。伊莲·波拉姆是1940年代裡的一名纽约银行家。她否认自己是埃尔哈特，告克拉斯要求150万美元的赔偿，因为克拉斯破坏了她的声誉，并写了一份相当长的保证书，说她不是埃尔哈特。该书的出版社麦格劳－希尔此后撤回了这本书，法庭记录说他们在法庭外达成了协议。此后学者彻底地记录了波拉姆的生平，排除了她是埃尔哈特的任何可能性。国家地理学会聘请了法医专家凯温·理奇兰德（Kevin Richland）来研究两人的照片。理奇兰德指出两人面部的许多不同处。

## 影响
阿梅莉亚·埃尔哈特在她生前就已经是一名国际名人了。她腼腆感人的外貌、独立性、持久性、在压力下保持安静、勇气、有目标的生涯以及年轻时就失踪使得她在流行文化中成为一个持久的名人。关于她的生平出版过数百文章和许多书，这些书往往作为尤其是对女孩子的勉励的读物。埃尔哈特被广泛地被看作是女權主義的代表人物。

### 记录和成就
- 女性高度记录：14005英尺（1928年）
- 首位飞越大西洋的女性（1930年）
- 100速度记录（500磅负载，1931年）
- 第一名飞自轉旋翼機的女性（1931年）
- 自轉旋翼機高度记录：15000英呎（1932年）
- 首位单独飞越大西洋的女性（1932年）
- 首位单独两次飞越大西洋的人（1932年）
- 首位获得十字飞行荣誉勋章的女性（1932年）
- 首位不停横跨美国的女性（1933年）
- 女性跨大陆记录（1933年）
- 首位单独从檀香山飞往奥克兰跨越太平洋的人（1935年）
- 首位单独从洛杉矶飞往墨西哥城的人（1935年）14小時19分鐘
- 首位单独不停留从墨西哥城飞往新泽西州纽瓦克的人（1935年）
- 从东向西从奥克兰飞往檀香山速度记录（1937年）[134]

### 埃尔哈特的书
阿梅莉亚·埃尔哈特是一名廣受宣扬的成功作家。1928年至1930年間擔任《时尚》的飞行编辑。她写过杂志文章、报纸专栏并在生前写过两本基于她自己的经验的书：
- 《20小时40分钟》（1928年）是她作为首位跨大西洋飞行旅客的日记。
- （1932年）是她飞行实践的会议和妇女飞行的小品
- （1937年）由她在环球飞行尝试过程中寄回美国的日记组成。这些日记在从新几内亚出发前的数星期中在报纸上发表。她在太平洋上失踪后她的丈夫普特南将它们编辑成书。许多历史学家认为这本书仅部分是埃尔哈特的原作。

### 纪念飞行
两名女飞行员沿埃尔哈特的环球飞行路线进行过纪念飞行。
- 1967年安·佩勒格瑞诺带领一个三人飞行组成功地使用了一架类似埃尔哈特的飞机非常接近地按照埃尔哈特的飞行计划完成了一次环球飞行。在埃尔哈特失踪30年周日佩了格瑞诺在小小的豪兰岛上空投下一个纪念埃尔哈特的花圈，然后返回奥克兰，於1967年7月7日完成了2.8万海里的纪念飞行。
- 1997年，埃尔哈特环球飞行的60周年，圣安东尼奥女企业家琳达·芬奇（Linda Finch）使用一架修复的1935年造的同样型号的飞机沿埃尔哈特最后飞行的路程。她在18个国家着陆，历经两个半月后于1997年5月28日在奥克兰机场着陆。

2001年卡琳·曼迪塔（Carlene Mendieta）使用埃尔哈特1928年使用过的同样型号的飞机沿埃尔哈特的途径重复了埃尔哈特于1928年8月的第一次历史性跨大陆飞行。

### 其他荣誉

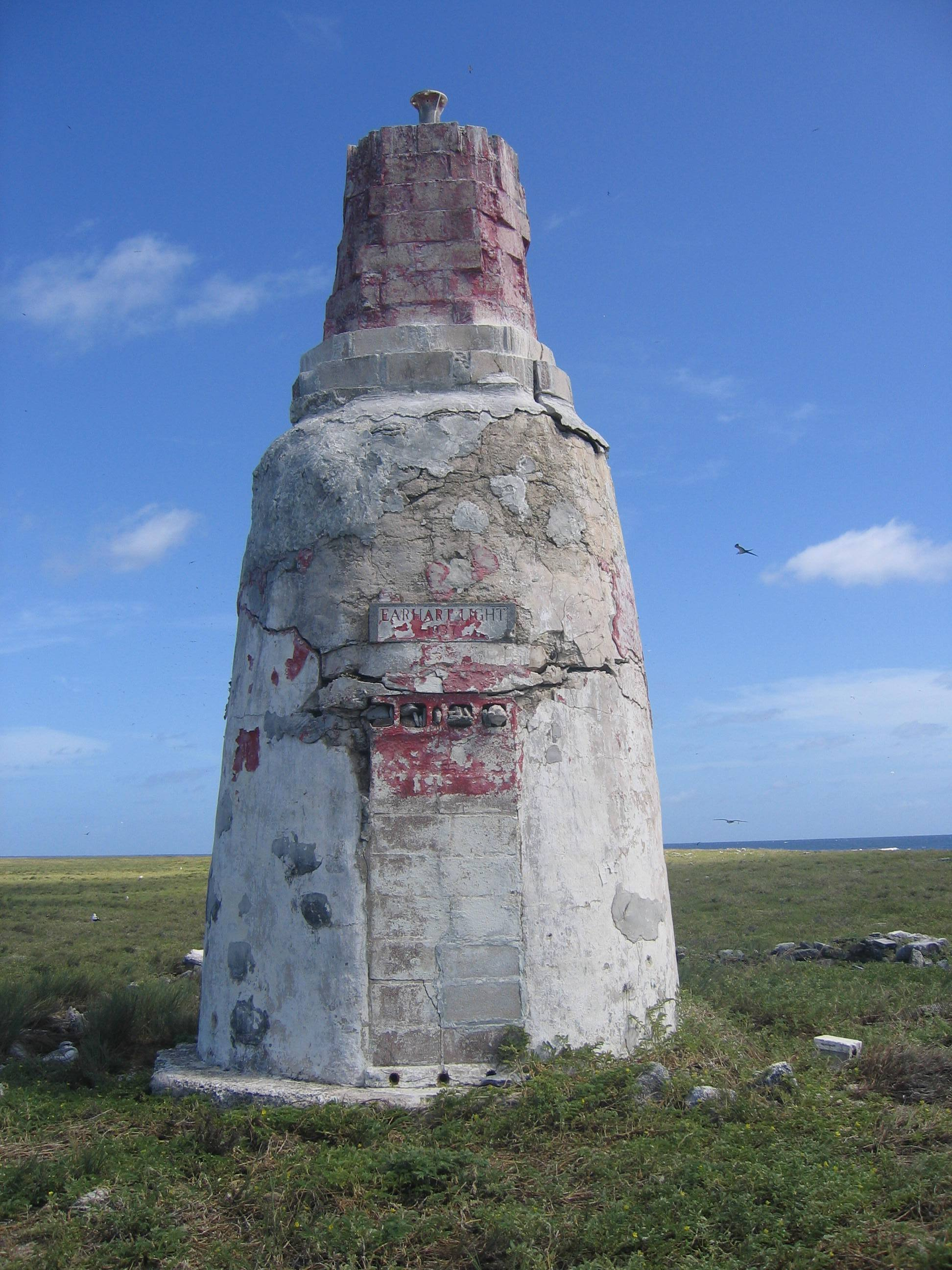
豪蘭島的"埃爾哈特燈塔"

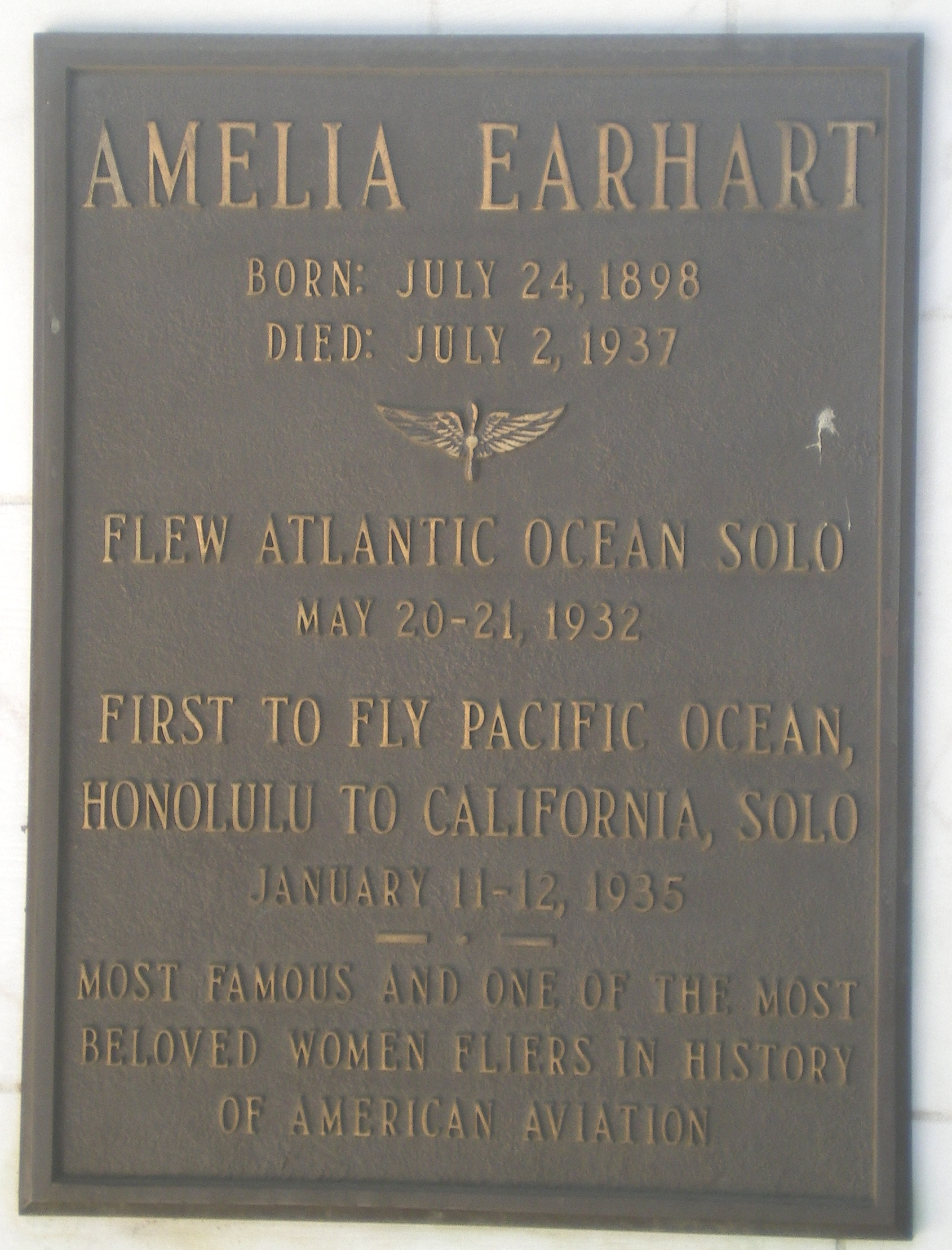
埃爾哈特的銘碑，加州北好萊塢Valhalla Memorial Park; 注意出生年份有誤

- 阿梅莉亚·埃尔哈特中心和野生保护区：位于1932年她在北爱尔兰德里降落处。
- 埃尔哈特树：位于夏威夷州议会场地上，是1935年阿梅莉亚·埃尔哈特亲手种的。
- 国际崇德社阿梅莉亚·埃尔哈特社员奖金：于1938年设立。
- 埃尔哈特灯塔：是豪兰岛上的一座昼夜灯塔（英语：Day beacon） 。
- 阿梅莉亚·埃尔哈特纪念奖学金：1939年由99协会设立，为妇女提供高级飞行员证书和排榜、喷气式飞机排榜、学校证书和技术训练。
- 阿梅莉亚·埃尔哈特号：1942年下水的一艘美国自由轮，1948年退伍
- 阿梅莉亚·埃尔哈特机场：1947年的迈阿密市机场，1959年该机场停用后在原机场西和北面联邦政府拥有的未开发地于上设立阿梅莉亚·埃尔哈特地区公园。
- 普渡大学阿梅莉亚·埃尔哈特奖学金：授予学术成绩优良或者表现优良的西拉法叶校区低年级和高年级学生。1970年暫停，1999年重新颁发。
- 阿梅莉亚·埃尔哈特纪念邮票（8美分空航）：于1963年發行。
- 民间航空巡逻队阿梅莉亚·埃尔哈特奖金：1964年设立，授予完成前11个学生任务并获得比尔·米契尔将军奖的学生。
- 1973年入選美国国家名人妇女展览馆
- 阿梅莉亚·埃尔哈特诞生处（[136]）：位于堪萨斯州艾奇森，今天是博物馆和美国国家历史古迹，拥有和维护者是99协会。
- 阿梅莉亚·埃尔哈特机场：位于堪萨斯州艾奇森。
- 阿梅莉亚·埃尔哈特桥：位于堪萨斯州艾奇森。
- 美国多处有以阿梅莉亚·埃尔哈特命名的学校。
- 阿梅莉亚·埃尔哈特旅馆：位于德国威斯巴登，原来是一座妇女旅馆，暂时作为过兵营，今天由美国陆军承包经理处管理。
- 阿梅莉亚·埃尔哈特路：位于俄克拉荷马城，99协会的总部位于这条路上。
- 爾灣加州大學阿梅莉亚·埃尔哈特奖（1990年设立）
- 阿梅莉亚·埃尔哈特中学和小学：位于日本沖繩縣嘉手纳空军基地。
- 1992年入選美国摩托运动名人堂。
- 埃尔哈特基金会：于1995年在安娜堡设立，该基金会资助一个在美国各地由50名埃尔哈特教授组成的研究和学术网络。
- 阿梅莉亚·埃尔哈特节：从1996年开始每年在堪萨斯州艾奇森举办。
- 阿梅莉亚·埃尔哈特先驱成就奖：与1996年在堪萨斯州艾奇森设立。向妇女颁发一万美元教育奖学金。
- 阿梅莉亚·埃尔哈特结构：斯坦·赫德在堪萨斯州艾奇森一公园建造的面积一英亩的、由植物和石头组成的纪念埃尔哈特出生100周年的一个结构。位置为：39°32′15″N 95°08′43″W / 39.537621°N 95.145158°W。最好是从空中观看
- 埃尔哈特冕：国际天文学联合会定名的金星上的一个冕。
- 大迈阿密飞行协会阿梅莉亚·埃尔哈特奖：于2006年开始设立，授予有杰出成就的飛行員，首位获奖者是派蒂·瓦格斯托夫。
- 2006年入選加州名人堂。
- 阿梅莉亚·埃尔哈特号货运轮：美国海军的一艘运输船，于2007年5月命名。
- 2015年，普渡大學在月面新發現的一個月球隕石坑以她的名字命名[137][138]。

## 流行文化
阿梅莉亚·埃尔哈特的生平为许多其他作家带来了创作灵感：
- 1943年罗莎琳德·拉塞尔主演的电影《自由之战》是一个故事性的埃尔哈特生平，其情节深受好莱坞二战宣传的影响[106]。
- 1962年亚瑟·科皮特（Arthur L. Kopit）写的话剧《室内乐》的情节发生在一个精神病院，其中的一个病人相信自己是阿梅莉亚·埃尔哈特。幽默的是按照该剧的情节和时间安排她真的有可能是阿梅莉亚·埃尔哈特。
- 1970年戴维·利平科特（David Lippincott）的小说中一前美国总统失踪，被带到太平洋一岛屿上，他在那里遇到了年迈的阿梅莉亚·埃尔哈特。
- 1972年可能发行了第一张专门关于阿梅莉亚·埃尔哈特传奇的唱片。该唱片在收藏家手中售价非常高，极受崇拜[139]。
- 琼尼·米歇尔1976年在她的唱片《逃亡》中发表过一首基于阿梅莉亚·埃尔哈特传说的歌《阿梅莉亚》。
- 1976年苏珊·克拉克和约翰·福赛思主演的电视生平《阿梅莉亚·埃尔哈特》中包括好莱坞惊险飞行员弗兰克·托曼的飞行。弗兰克·托曼后来与在1930年代裡教练过埃尔哈特的保罗·曼特兹一起成立了一个飞行公司。
- 1992年克莱夫·卡斯勒发表的小说《撒哈拉》中提到埃尔哈特的名字。该小说描写的是埃尔哈特同时期的一名女飞行员，她后来也失踪了。
- 1994年黛安·基顿、鲁特格尔·哈尔和布鲁斯·邓恩主演的1994年电影《阿梅莉亚·埃尔哈特：最后一次飞行》本来打算拍成电视剧，但是后来发行为电影。
- 的一集（1995）的故事是，埃尔哈特与努南在1937年被外星人（Briori）所绑架，在来到第四象限后被置于停滞状态。直到2371年，上校指挥的航海家号星舰才发现了他们，不过他们最终选择了留在银河系的另一端，而没有跟随航海家号一同返回地球。和其他与埃尔哈特相关的虚构故事一样，埃尔哈特和努南间隐含着某种浪漫的关系。另外，在的设定中，24世纪裡有一座以埃尔哈特命名的空间站，它是星际舰队主要的空间站之一。
- 1995年红叶广告公司出品的动画片《海尔兄弟》第77集《失踪的女飞行师》讲海尔一行人偶遇埃尔哈特。故事中的埃尔哈特因设备故障迫降孤岛，被原始人尊奉为天神，在岛上安度晚年。她所驾驶的飞机仍能起飞。
- 1996年简·曼德索恩写了一部自传式的小说《我是阿梅莉亚·埃尔哈特》，以第一人称的方式叙述1937年“埃尔哈特”的经历，其中包含了很重的她与她导航员之间的浪漫关系。
- 1999年马克斯·艾伦·科林斯写了一部名为《盲航》的侦探小说。小说主人公奈森·黑勒是阿梅莉亚·埃尔哈特的保镖，后来两人之间产生爱情关系（她与普特南的婚姻则被描写为联系）。埃尔哈特环球飞行失败后黑勒试图帮助她逃出日本监狱。
- 1999年激進小子写过一首名为（有朝一日我们会知道）的歌中提到埃尔哈特。曼迪·穆尔等后来在电影《漫步回忆》中引用了这首歌。
- 戴布·泰兰（的第二张唱片（2000年）的第一首歌叫做（回忆阿梅莉亚）。
- 蘋果公司2002年广告的标志像埃尔哈特，今天该广告标志是热门的收藏品。
- 2003年克里斯托弗·穆尔的小说中说埃尔哈特幸存了，并成为小说人物之一的母亲。
- 2004年英国乐团的首张唱片（生命迹象）中的一首歌（飞行员）唱的是阿梅莉亚·埃尔哈特的最后一次飞行。
- 2005年希瑟·诺娃的唱片（红鸟）中的一首歌（我怀念我的天空）是献给埃尔哈特的，假设她幸存并生活在一座岛上。
- 班卓琴音乐家和他的乐队2005年写过一首名为《阿梅莉亚·埃尔哈特》的歌描写她的失踪，发表在其唱片中。歌词中有她“消失在云间，噪声始终未消失”的歌词。
- 英国歌手汤姆·麦克瑞的2007年的第四张唱片（王牌）中有一首名为《阿梅莉亚·埃尔哈特之歌》的歌。
- 2007年琼·麦克拉夫林写过一首名为《阿梅莉亚的失踪》的歌。
- 2009年电影《博物馆奇妙夜2》（由艾美·亞當斯飾演）也涉及阿梅莉亚·埃尔哈特。
- 2009年福克斯探照燈公司拍了一套叫《阿梅莉亚：伴妳啟航》（由希拉蕊·史旺飾演）的電影，講述她的事蹟。
- 2017年《星際迷航：發現號》在星际联邦對克林崗戰爭中，一艘命名為埃尔哈特號的星艦參與聯星之役。
- 加拿大學齡前兒童動畫《汪汪隊立大功》當中的角色，特技飛行員艾斯•索倫森(Ace Sorensen)，將自己的飛機命名為愛蜜莉亞(Amelia)。被認為是向愛蜜莉亞•艾爾哈特致敬。

### 來源
1. ↑  De Hart, Jane Sherron. Ware, Susan , 编. . Reviews in American History. 1995, 23 (1)  [2024-02-27]. ISSN 0048-7511. （原始内容存档于2021-10-12）.
2. ↑  Nicioli, Taylor. . CNN. 2024-01-30  [2024-02-05]. （原始内容存档于2024-02-13） （英语）.
3. ↑  Smith, Stephen. . www.cbsnews.com. 2024-01-29  [2024-01-29]. （原始内容存档于2024-04-13） （美国英语）.
4. ↑  Kim, Juliana. . NPR. January 29, 2024  [January 29, 2024]. （原始内容存档于2024-04-19）.
5. ↑  Goyer, Isabel. . FLYING Magazine. 2020-09-10  [2024-02-27]. （原始内容存档于2024-01-18） （美国英语）.
6. ↑  埃尔哈特家谱 的存檔，存档日期2007-09-09.，web-archive、archive.today
7. ↑  Harvard University Library: A/E11/M-129, 阿梅莉亚·欧蒂斯·埃尔哈特，1869年—1962年，论文，1944年，n.d.: A Finding Aid 的存檔，存档日期2006-09-01.
8. ↑  埃尔哈特家谱 的存檔，存档日期2007-10-08.，web-archive、archive.today，她是她父母的第二个孩子，1896年他父母还有过一个死胎
9. 1 2  Goldstein and Dillon 1997年，8页
10. ↑  The Ninety-Nines Grace Muriel Earhart Morrissey 的存檔，存档日期2007-09-28.，web-archive、archive.today
11. ↑  Goldstein and Dillon 1997年，8—9页
12. ↑  Randolph 1987年，16页：“... the judge nevertheless adored his brave and intelligent granddaughter, and in her (Amelia's) love of adventure, she seemed to have inherited his pioneering spirit.”
13. ↑  Lovell 1989年，14页
14. ↑  Rich 1991年，4页
15. ↑  Goldstein and Dillon 1997年，9页
16. ↑  Randolph 1987年，18页
17. ↑  Lovell 1989年，15页
18. ↑  Hamill 1976年，51页
19. ↑  Garst 1947年，35页
20. ↑  Rich 1991年，11页
21. ↑  阿梅莉亚·埃尔哈特：庆祝飞行100年 的存檔，存档日期2008-07-05.，web-archive、archive.today
22. ↑  Thames 1989年，6页
23. 1 2 3  Lovell 1989年，27页
24. ↑  Earhart 1932年，21页
25. ↑  Earhart 1937年，2页
26. ↑  Earhart 1937年，3页
27. ↑  Thames 1989年，7页
28. ↑  Earhart 1937年，4页
29. ↑  .   [2007-09-16]. （原始内容存档于2006-12-05）.
30. ↑  Marshall 2007年，21页
31. 1 2  Long 1999年，36页
32. ↑  .   [2007-09-16]. （原始内容存档于2006-11-13）.
33. ↑  Goldstein and Dillon 1997年，40页
34. ↑  Lovell 1989年，37页
35. ↑  Hamill 1976年，67页：“Amelia was reduced to being a judge of a model-airplane contest.”
36. ↑  Gillespie 2006年。一位现代观察员说：“埃尔哈特的飞行技巧顶多是一般。”
37. ↑  Goldstein and Dillon 1997年，34页
38. ↑  Lovell 1989年，40-42页
39. ↑  Long 1999年，46页
40. ↑  Rich 1991年，43页
41. ↑  Randolph 1987年，41页
42. ↑  Goldstein and Dillon 1997年，54页
43. ↑  Goldstein and Dillon 1997年，55页
44. ↑  Glines 1997，44页
45. 1 2  Rich 1989年，177页
46. 1 2  Pearce 1988年，76页
47. ↑  Lovell 1989年，135页
48. ↑  阿梅莉亚·埃尔哈特化妆品 的存檔，存档日期2015-07-22.
49. ↑  寻找阿梅莉亚·埃尔哈特 的存檔，存档日期2007-09-29.
50. ↑  阿梅莉亚·埃尔哈特博物馆：生平 的存檔，存档日期2006-01-09.，web-archive、archive.today
51. 1 2  Glines 1997年，45页
52. ↑  Boston and Maine Railroad Employees Magazine，第8卷，第10期，1933年7月，拷贝收藏于普渡大學特殊收藏
53. ↑  Rich 1989年，73页
54. ↑  Mendieta, Carlene. Amelia Earhart's Flight Across America: Rediscovering a Legend 阿梅莉亚·埃尔哈特飞越美洲：发现一个传奇 （页面存档备份，存于），2007年5月21日版
55. ↑  Corn, Joseph J. The Winged Gospel. New York: Oxford University Press, 1983年，75页. ISBN 0-19-503356-6.
56. ↑  Oakes 1985年，31页
57. ↑  Lovell 1989年，130和138页
58. ↑  Pearce 1988年，81页：“Amelia eventually said yes – or rather nodded yes – to GP's sixth proposal of marriage.”
59. ↑  Lovell 1989年，165-166页：“It was pencilled longhand...a slip or two in spelling meticulously corrected.”
60. ↑  .   [2007-09-16]. （原始内容存档于2004-11-07）.
61. ↑  .   [2007-09-16]. （原始内容存档于2017-11-02）.
62. ↑  Pearce 1988年，82页
63. ↑  St. Lucie Historical Society, Inc.: Dorothy Binney Putnam Upton Blanding Palmer 1888-1982 的存檔，存档日期2004-06-04.，web-archive、archive.today
64. ↑  .   [2007-09-16]. （原始内容存档于2008-02-23）.
65. ↑  Lovell 1989年，154和174页
66. ↑  Sloate 1990年，64页。埃尔哈特欣赏西海岸对于飞行来说比较好的气候。因此她后来的基地主要是加州，而不是东海岸。
67. ↑  阿梅莉亚·埃尔哈特中心 的存檔，存档日期2006-03-10.，web-archive、archive.today
68. ↑  Glines 1997年，47页。富兰克林·德拉诺·罗斯福坚决反对他的妻子学习飞行。埃莉诺·罗斯福后来与一名年轻的黑人飞行员一起飞行，这次飞行为黑人飞行员打开了门户
69. 1 2  Goldstein and Dillon 1997年，132页
70. ↑  Lovell 1989年，218页
71. ↑  Oakes 1985年，35页
72. ↑  Goldstein and Dillon 1997年，145页
73. ↑  Earhart, Amelia. Last Flight. New York: Putnam, 1937年
74. ↑  Goldstein and Dillon 1997年，145页。
75. ↑  Long 1999年，65页
76. ↑  Post, Wiley and Gatty, Harold. Around the World in Eight Days.  New York: Rand McNally & Company, 1931年，Chapter III, "Driving from the back seat"，45-56页
77. ↑  Grooch 1936年，177页
78. ↑  Grooch 1936年，189页。努南是1936年11月22日泛美首航马尼拉时的导航员
79. 1 2  Rich 1989年，245页
80. ↑  “The inaccuracies of direction finding bearings can be very definitely cataloged: twilight effects, faint signals, wide splits of minima, and inaccurate calibration.”弗莱得·努南。Memo to Operations Manager, Pacific Division, Pan American Airlines，1935年4月29日
81. 1 2 3 4  Hoversten 2007年，22-23页
82. ↑  .   [2007-09-16]. （原始内容存档于2007-09-30）.
83. ↑  Earhart Navigation FAQ, TIGHAR 的存檔，存档日期2007-09-09.，web-archive、archive.today
84. ↑  American Radio Relay League 1945年，453页：“Frequencies between 2,504 to 3,497.5 kc were allocated to "Coastal harbor, government, aviation, fixed, miscellaneous.”
85. ↑  Long, Elgen M. and Marie K. Amelia Earhart: The Mystery Solved New York: Simon & Schuster, 1999年，20页。ISBN 0-684-86005-8.
86. ↑  Everette, Michael. Electric Radio Communications Equipment Installed on Board Lockeed Electra NR16020. Wilmington, Delaware: TIGHAR, 2006年
87. ↑  American Radio Relay League 1945年，196-199页。天线的长度非常重要。一个长度短于其发射波长的水平极化天线在地面的发射效率比在飞行高度要低
88. ↑  Safford, Warren and Payne 2003年145页：Safford反对这个理论，认为努南让埃尔哈特沿157-337磁线飞行或者垂直于原航线从北向南飞行
89. ↑  一名住在美国东北部的少年可能收到了埃尔哈特消失后的信号。但是现代分析认为在美国受到埃尔哈特发送的频率的谐波的可能性极小。Brandenberg, Bob. "Probability of Betty Hearing Amelia on a Harmonic Gardner Sunset: 0538Z Sunrise: 1747Z," TIGHAR website, BettyProb182531a-1.pdf, 2007年
90. ↑  Gillespie 2006年，115页
91. ↑  Strippel 1995年，18页
92. ↑  主要组成部分包括发电机、电池、发送机全部位于飞机下部。Gillespie 2006年，190页图
93. ↑  要使得飞机能够长时间发送它必须立在它的起落架上，右引擎必须运行来为50瓦发送机的电池充电。这每小时需要消耗6加仑油。Gillespie 2006年，140页
94. ↑  Goldstein and Dillon 1997年，241页：在一开始两天里有许多关于飞机发射能力的传言和错误信息。这些错误信息后来才被飞机制造商消遣掉
95. ↑  Gillespie 2006年，146页
96. 1 2  Goldstein and Dillon 1997年，251页
97. ↑  Goldstein and Dillon 1997年，248页
98. ↑  科罗拉多号高级飞行员向航空局局长的备忘录，"Aircraft Search of Earhart Plane," "Finding Amelia" DVD, Annapolis, Maryland, Naval Institute Press, 2006, DVD：内容，报告：Lambrecht.pdf，3页，其指挥官弗里戴尔上校在他的官方总结中没有“近期居民”的记录
99. ↑  Goldstein and Dillon 1997年，254页
100. ↑  Safford, Warren and Payne 2003年，61-62和67-68页
101. ↑  Goldstein and Dillon 1997年，254-255页：罗斯福总统本人不得不回应寻找行动是否合法的指责
102. ↑  Goldstein and Dillon 1997年，245- 254页：列克星顿号航空母舰和科罗拉多号战列舰、伊塔斯卡号以及两艘日本船各寻找了六七天，覆盖范围达15万平方海里
103. ↑  Goldstein and Dillon 1997年，257页
104. ↑  坠机和沉没理论 的存檔，存档日期2007-02-12.
105. 1 2 3  Strippel 1995年，20页
106. ↑  Strippel 1995年，58页
107. ↑  Strippel 1995年，58和60页
108. ↑  阿梅莉亚·埃尔哈特的消失依然追随她83岁的继子 （页面存档备份，存于），web-archive、archive.today。2007年7月19日数据
109. ↑  Hoversten 2007年，23页
110. ↑  Rich 1989年，272-273页
111. ↑  阿梅莉亚·埃尔哈特的结束（2）：一些理论：Avio News (WAPA)，2007年7月16日。Avio News (WAPA) （页面存档备份，存于） 2007年7月17日数据
112. ↑  最后一次飞行，第四章：飞机着陆。Randall S. Jacobson, Ph.D. Archive.today的存檔，存档日期2007-09-30
113. ↑  埃尔哈特之谜（版权1998年—2008年）阿梅莉亚·埃尔哈特之谜 的存檔，存档日期2007-09-09.，web-archive、archive.today，2007年4月1日数据
114. ↑  The TIGHAR Hypothesis。2001年11月 阿梅莉亚·埃尔哈特架设 的存檔，存档日期2007-09-11. 2007年4月1日数据，web-archive、archive.today
115. ↑  Jantz, Richard. . Forensic Anthropology. 2018-01: 1–16. doi:10.5744/fa.2018.0009.
116. ↑  Eltagouri, Marwa. . Chicago Tribune. 2018-03-08  [2018-03-08]. （原始内容存档于2018-03-08）.
117. ↑  Rossman, Sean. . USA TODAY. 2018-03-08  [2018-03-08]. （原始内容存档于2020-11-23）.
118. ↑  阿梅莉亚·埃尔哈特死在迷失之岛上吗？Associated Press (CNN) 埃尔哈特之谜[]，2007年4月1日数据，web-archive、archive.today
119. ↑  Cruikshank, Joe。继续寻找埃尔哈特的飞机，Treasure County Palm News，2006年11月4日 2007年4月1日数据
120. ↑  Yahoo.com，再次寻找埃尔哈特之谜 （页面存档备份，存于），web-archive、archive.today
121. ↑  The Guardian/AP （页面存档备份，存于），小组结束在岛上寻找埃尔哈特，2007年8月3日，2007年8月5日数据
122. ↑  一些作家怀疑埃尔哈特和努南被日本飞机击落，因为日本军事首领怕她窃取日本的情报，以便美国袭击日本 的存檔，存档日期2007-09-09.，web-archive、archive.today
123. ↑  Cochran 1954年，160页
124. ↑  .   [2007年9月16日]. （原始内容存档于2008年12月6日）.
125. ↑  时代 （页面存档备份，存于），戈尔纳的书立刻被质疑，但是《时代》文中提到1965年3月切斯特·威廉·尼米兹上将沉痛地对戈尔纳说：“我想告诉你埃尔哈特和她的导航员的确是在马绍尔群岛降落后被日本人抓走了。”
126. ↑  Goerner 1966年，304页：戈尔纳在书中称尼米兹拒绝他被引用
127. ↑  埃尔金·纳伯斯：阿梅莉亚·埃尔哈特到底怎样了，web-archive、archive.today
128. ↑  Strippel 1995年，52页
129. ↑  Amelia Earhart FAQ （页面存档备份，存于）, TIGHAR
130. ↑  TIGHARS on Tinian （页面存档备份，存于）, TIGHAR website，2004年11月7日
131. ↑  阿梅莉亚·埃尔哈特幸存了，Rollin Reineck上校（美国空军，退伍），2003年  的存檔，存档日期2007-09-27.，web-archive、archive.today
132. ↑  Strippel 1995年，52-53页
133. ↑  Sloate 1990年，116-117页
134. ↑  .   [2007-09-16]. （原始内容存档于2008-08-27）.
135. ↑  .   [2007-09-16]. （原始内容存档于2017-12-19）.
136. ↑  O'Neill, Ian. "Hidden Moon crater named after Amelia Earhart. （页面存档备份，存于） DNews, March 17, 2015. Retrieved: May 29, 2015.
137. ↑  Rincon. Paul. "New lunar crater named after aviation pioneer Earhart." （页面存档备份，存于） BBC News, March 17, 2015. Retrieved: May 29, 2015.
138. ↑  In Search of Amelia Earhart/Now We Are Three （页面存档备份，存于），web-archive、archive.today

### 書籍
- Briand, Paul. Daughter of the Sky. New York: Duell, Sloan, Pearce, 1960. No ISBN.
- Brink, Randall. Lost Star: The Search for Amelia Earhart. New York: W.W. Norton & Company, 1994. ISBN 0-393-026883-3.
- Butler, Susan. East to the Dawn: The Life of Amelia Earhart. Reading, MA: Addison-Wesley, 1997. ISBN 0-306-80887-0.
- Cochran, Jacqueline and Brinkley, Maryann Bucknum. Jackie Cochran: The Autobiography of the Greatest Woman Pilot in Aviation History. Toronto: Bantam Boooks, 1987. ISBN 0-553-05211-X.
- _______. Stars at Noon. Boston: Little, Brown and Company, 1954.
- Crouch, Thomas D. "Searching for Amelia Earhart." Invention & Technology Volume 23, Issue 1, Summer 2007.
- Devine, Thomas E. Eyewitness: The Amelia Earhart Incident. Frederick, CO: Renaissance House, 1987. ISBN 0-939650-48-7.
- Garst, Shannon. Amelia Earhart: Heroine of the Skies. New York: Julian Messner, Inc., 1947. No ISBN.
- Gillespie, Ric. Finding Amelia: The True Story of the Earhart Disappearance. Annapolis, MD: Naval Institute Press, 2006. ISBN 1-59114-319-5.
- Glines, C.V. "'Lady Lindy': The Remarkable Life of Amelia Earhart." Aviation History July 1997.
- Goerner, Fred. The Search for Amelia Earhart. New York: Doubleday, 1966. ISBN 0-385-07424-7.
- Goldstein, Donald M. and Dillon, Katherine V. Amelia: The Centennial Biography of an Aviation Pioneer. Washington, DC: Brassey's, 1997. ISBN 1-57488-134-5.
- Grooch, William Stephen. Skyway to Asia. New York: Longmans, Green and Co., 1936. No ISBN.
- Hamill, Pete. "Leather and Pearls: The Cult of Amelia Earhart." MS Magazine September 1976.
- Hoverstein, Paul. "An American Obsession". Air & Space Smithsonian Vol. 22, No. 2, June/July 2007.
- King, Thomas F., Burns, Karen Ramey, Jacobson, Randall and Spading, Kenton. Amelia Earhart's Shoes. Walnut Creek, CA: AltaMira Press, 2001. ISBN 0-7591-0130-2.
- Long, Elgen M. and Marie K. Amelia Earhart: The Mystery Solved. New York: Simon & Schuster, 1999.  ISBN 0-684-86005-8.
- Loomis, Vincent V. Amelia Earhart, the Final Story. New York: Random House, 1985. ISBN 0-394-53191-4.
- Lovell, Mary S. The Sound of Wings. New York: St. Martin's Press, 1989. ISBN 0-312-03431-8.
- Marshall, Patti. "Neta Snook". Aviation History Vol. 17, No. 3. January 2007, p. 21-22.
- Morey, Eileen. The Importance of Amelia Earhart. San Diego: Lucent Books, 1995. ISBN 1-56006-065-4.
- Morrissey, Muriel Earhart. Courage is the Price: The Biography of Amelia Earhart. Wichita, Kansas: McCormick-Armstrong Publishing Division, 1963. ISBN 1-141-40879-1.
- Oakes, Claudia M. United States Women in Aviation 1930-1939. Washington, DC: Smithsonian Institution Press, 1985.  ISBN 0-87474-380-X.
- O' Leary, Michael. "The Earhart Discovery: Fact or Fiction?"  Air Classics Vol 28, No. 8, August 1992.
- Pearce, Carol Ann. Amelia Earhart. New York: Facts on File, 1988. ISBN 0-8160-1520-1.
- Pellegrino, Anne Holtgren. World Flight: The Amelia Trail. Ames, Iowa: The Iowa State University Press, 1971. ISBN 0-8138-1760-9.
- The Radio Amateur's Handbook. West Hartford, Connecticut: American Radio Relay League, 1945. No ISBN.
- Randolph, Blythe. Amelia Earhart. New York: Franklin Watts, 1987. ISBN 0-531-10331-5.
- Rich, Doris L. Amelia Earhart: A Biography. Washington, DC: Smithsonian Institution Press, 1989. ISBN 1-56098-725-1.
- Safford, Laurance F. with Warren, Cameron A. and Payne, Robert R.Earhart's flight into Yesterday: The Facts without the Fiction, McLean, Virginia: Paladwr Press, 2003.  ISBN 1-888962-20-8.
- Sloate, Susan. Amelia Earhart: Challenging the Skies. New York: Fawcett Books, 1990. ISBN 0-449-90396-6.
- Strippel, Richard G. Amelia Earhart: The Myth and the Reality. New York: Exposition Press, 1972. ISBN 0-682-47447-9.
- ________. "Researching Amelia: A Detailed Summary for the Serious Researcher into the Disappearance of Amelia Earhart." Air Classics Vol. 31, No. 11, November 1995.
- Thames, Richard. Amelia Earhart. New York: Franklin Watts, 1989. ISBN 0-531-10851-1.
- Ware, Susan. Still Missing: Amelia Earhart and the Search for Modern Feminism. New York: W.W. Norton & Company, 1993. ISBN 0-393-03551-4.
- Wright, Monte Duane. Most Probable Position, A History of Aerial Navigation to 1941. Lawrence, Kansas: University Press of Kansas, 1972. ISBN 0-7006-0092-2.